# Olha Leleiko
Olha Oleksandrivna Leleiko (în ucraineană Ольга Олександрівна Лелейко; n. 21 iulie 1977, Kiev, RSS Ucraineană, URSS) este o scrimeră ucraineană specializată pe floretă, laureată cu bronz la Campionatul European de Scrimă din 2007.

## Carieră
S-a apucat de scrimă la vârsta de 12 ani, la sfatul fratelui său, sub îndrumarea lui Felix Tesler. După ce acesta a emigrat în Statele Unite în 1996, s-a pregătit cu Viktor Bîkov. S-a alăturat lotului național al Ucrainei, cu care a participat la Jocurile Olimpice din 2000 de la Sydney. La individual a fost învinsă în turul întâi de conațională ei Olena Kolțova. La proba pe echipe, Ucraina a pierdut în sferturile de finală cu Italia și s-a clasat pe locul 8. În anul ulterior a ajuns în sferturile de finală la Campionatul Mondial de la Nîmes.
După o perioadă slabă, a cucerit prima sa medalie de anvergură, un bronz, la Campionatul European din 2007 de la Gent, învingând-o în tabloul de 32 pe vicecampioana olimpică Giovanna Trillini. S-a calificat la individual la Jocurile Olimpice din 2008, unde a pierdut din nou în turul întâi cu poloneza Magdalena Mroczkiewicz. După o altă perioadă slabă, s-a calificat la individual la Olimpiada din 2012. De data asta a depășit primul tur, trecând de algerianca Anissa Khelfaoui, dar a fost eliminată în turul următor de sud-coreanca Nam Hyun-hee.

## Palmares
Clasamentul la Cupa Mondială
| An  | 2003 | 2004 | 2005 | 2006 | 2007 | 2008 | 2009 | 2010 | 2011 | 2012 | 2013 | 2014 | 2015 |
| --- | ---- | ---- | ---- | ---- | ---- | ---- | ---- | ---- | ---- | ---- | ---- | ---- | ---- |
| Loc | 90   | 85   | 58   | 42   | 20   | 53   | 54   | 43   | 47   | 45   | 35   | 19   | 65   |

## Legături externe
- en  Prezentare Arhivat în 24 septembrie 2015, la Wayback Machine. la Confederația Europeană de Scrimă
- en Olha Leleiko la Olympedia.org